# Sint-Joriskerk (Kjoestendil)

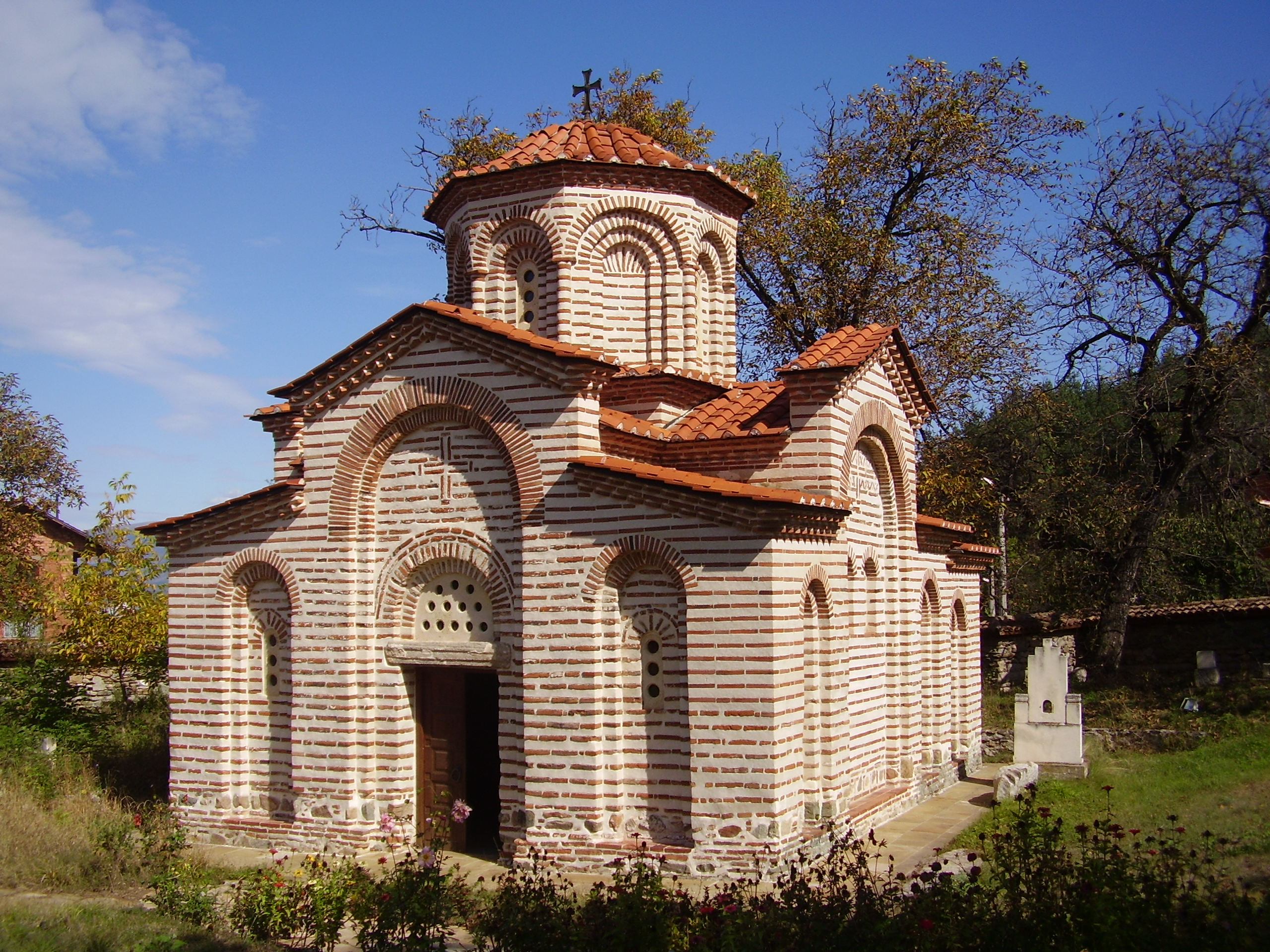
De Sint-Joriskerk in Kjoestendil

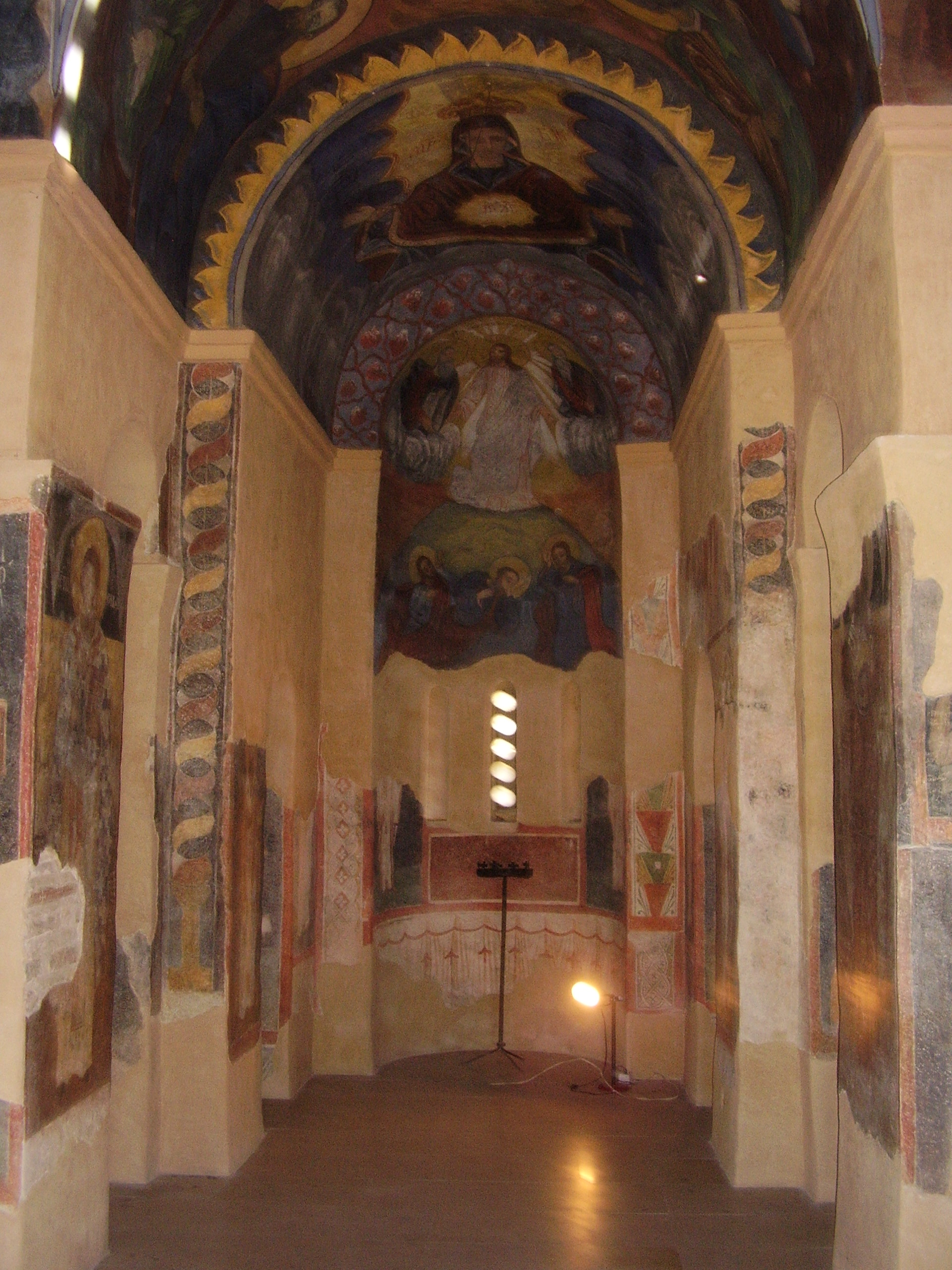
Interieur

De Sint-Joriskerk (Bulgaars: църква „Свети Георги“, tsarkva „Sveti Georgi“) is een middeleeuws Bulgaars-orthodox kerkgebouw, gelegen in de stad  Kjoestendil in Bulgarije. De kerk ligt in de wijk Kolusha, die historisch los stond van de stad maar er in 1939 mee werd samengevoegd.

## Geschiedenis
De kerk werd gebouwd in de 10e-11e eeuw. De fresco’s dateren uit een iets latere periode; de eerste werden in de 12e eeuw geschilderd. Het is de oudste bewaard gebleven kerk in de stad.
Er is een theorie dat de Bulgaarse keizer Michael III van Bulgarije in de kerk begraven is na zijn dood in de slag bij Velbazhd in 1330.
De kerk werd grotendeels verwoest tijdens de Ottomaanse overheersing van Bulgarije in de 19e eeuw. Alleen de funderingen en bogen bleven gespaard. Tussen 1878 en 1880 werd de kerk herbouwd.

## Architectuur
De kerk is gebouwd volgens het Byzantijnse kruiskoepelkerkmodel. De kerk is 10 bij 8.70 meter in oppervlakte. De koepel is achthoekig, met op vier van de hoeken ramen. Er is geen narthex en de cella oogt vierkantvormig. Van binnen heeft de kerk zes pilaren; twee bij de ingang tot het altaar en vier onder de koepel.
De kerk heeft drie apsissen en is gebouwd van baksteen en mortel, wat resulteert in afwisselend rode en witte rijen.
Binnenin de kerk zijn enkele van de originele middeleeuwse fresco’s bewaard gebleven, vooral die aan de onderkant van de muren en de pilaren.
Vanwege de culturele en historische waarde staat de kerk sinds 1927 op de Bulgaarse lijst van monumenten en nationale erfgoederen.